# Meru-hegy

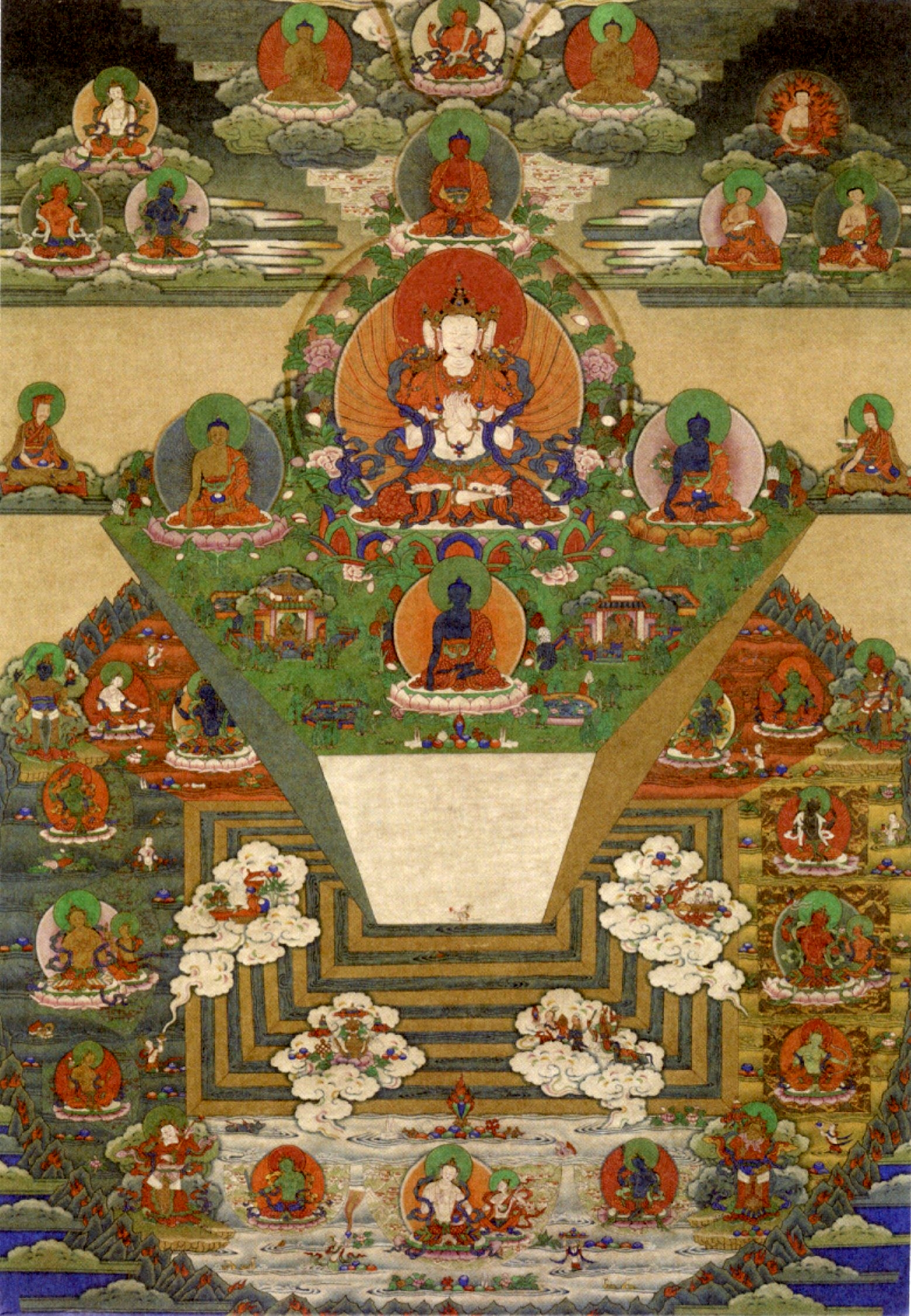
A buddhista univerzum - bhutáni meditációs szőnyeg

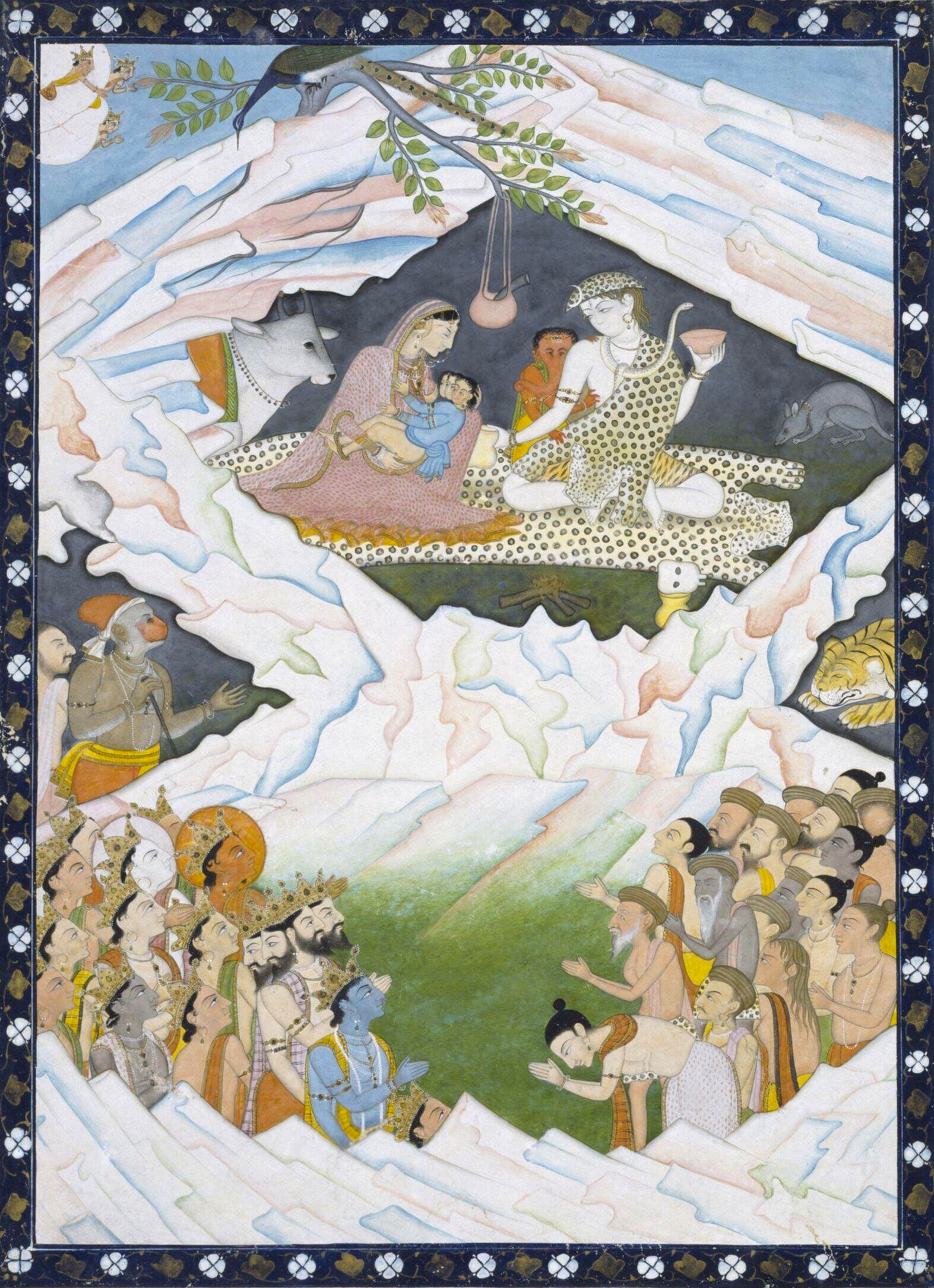
Siva szent családja és Ganesha

A Meru-hegy (szanszkrit nyelven: m., मेरु, meru) vagy Szumeru-hegy, tibeti nevén Rirab, azaz „Hatalmas Hegy” mítoszok alkotta vidék, a dzsainizmusban, a hindu és a buddhista kozmológiában az Univerzum központja, a világ tengelye, az istenek lakóhelye. A nap, a hold, a csillagok, az égitestek mind körötte forogtak. A végtelenül magas Meru-hegy a mindenség kezdete és vége. A Meru a stabilitást jeleníti meg és mint a „szent tér” attribútuma, szimbolikus átjáró a létezés mitológiai síkjai között. A teremtett világ keletkezése óta létezik, belőle fakad a természet, a termékenység, a bőség – a férfierő jelképe, vagy tápláló istennők lakhelye.
„A hindu mitológia szerint az istenek a világ központjában, a mitikus Meru-hegyen élnek. A hegynek öt csúcsa van, amelyek az isteni teremtőenergiát jelképezik, azt a megtermékenyítő erőt, amelyet a hinduista vallásfilozófiában Siva lingakultusza fejez ki […] és amely végül a földi lét teremtéséhez vezetett.”
A Meru-hegy szimbolikus ábrázolásai a világ számos hindu és buddhista szentélyében megtalálhatók, amelyek között kiemelkedik Angkorvat, a világ legnagyobb temploma (Angkor, Kambodzsa), amely a Meru-hegy földi mása.

## Hol áll a Meru-hegy?
A Meru-hegyet több valós hegycsúccsal, vagy vonulattal is azonosítják. Indiában, Kínában, Japánban és Balin éppúgy megtalálhatjuk a Meru-hegyet, mint a hindu és buddhista mitológia más szent helyeit. Mégis a legtöbben a világ egyik legfenségesebb tájával, a Nagy-Himalája érinthetetlen, örök hófedte, legmagasabb vonulatával – a Csomolungma „A föld anyaistennője”, a Nanga Parbat és a Kancsendzönga égbe tornyosuló csúcsaival –  azonosítják.
A Himalája hegység szanszkrit nevének jelentése „az istenek lakóhelye”; továbbá a Nagy-Himalája másik – Annapurna hegylánc – elnevezése is az élelem istennőjét övező rettegő tiszteletről tanúskodik.
A legősibb hindu írások szerint a Himalája legmagasabb vonulata Devabhumi, az istenek országa; itt élt Gaurisankaron Sankar és felesége, Gauri, akiket a nagy Siva isten és hitvese Durga, Párvati vagy Mahádéva néven ismerünk. Siva a korai hindu mitológiában a földművelés ura volt, és a Himaláján lakott, ahol India nagy életet adó folyói – az Indus, a Brahmaputra és a Gangesz – eredtek. Párvati a „Hegy Lánya” a Himaláját megszemélyesítő Himava gyermeke volt.
A Meru-hegyen élt Indra, a természet istene és a védák panteonjának főistene ragyogó kristálypalotájában. A hegybéli mennyországba tértek meg a pandarva katona-hősök, miután győztek az emberek és istenek nagy csatájában. (Dél-India egyes vidékein még most is látható a pandarva hercegeket jelképező öt kő, amint a bőséges termésen őrködnek.)
Egy másik mondakör a tibeti Manaszarovar-tó közelében emelkedő Kailász-hegy vagy Kailásza-hegyet azonosította a Meru-heggyel, azt állítva, hogy ott él Kubera, a jaksák királya, a gazdagság istene. Ő volt a föld kincseinek ura és a jaksákkal együtt – akiket hegyekhez társuló természetfölötti lényeknek tartottak – felügyelte a föld termékenységét, valamint a felszíne alatti fémeket.

## A kozmosz leírása

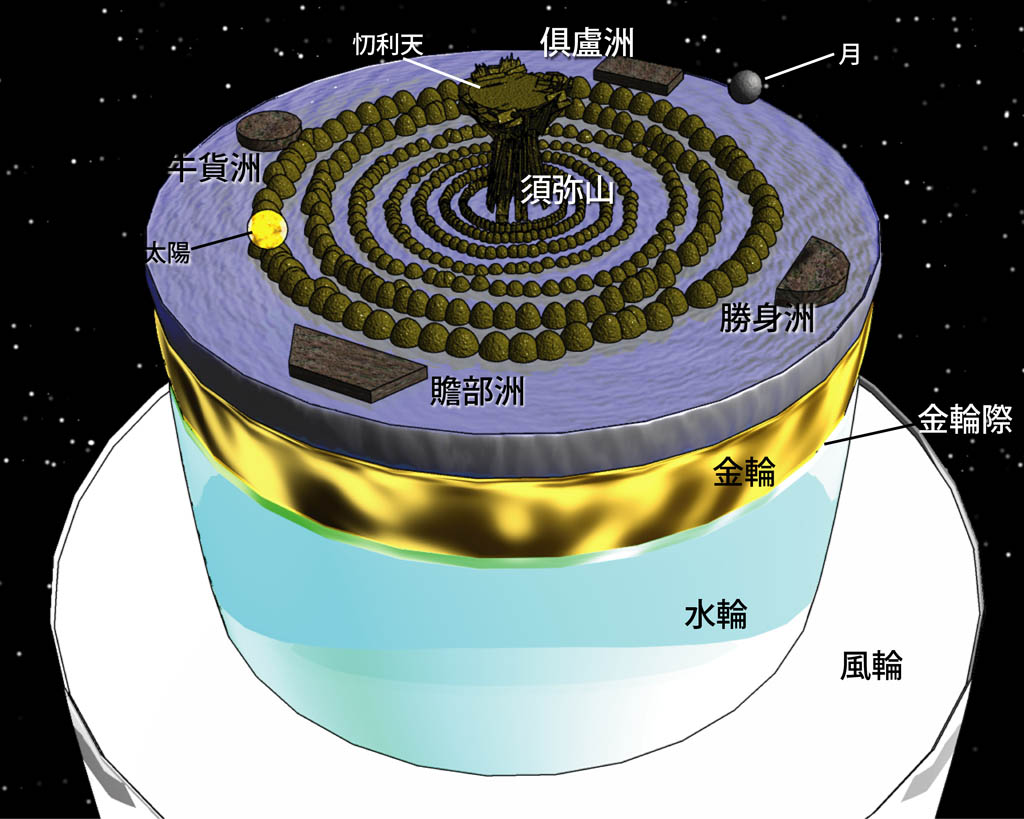
A Meru-hegy és a mitikus kozmosz modern ábrázolása

„Az ősi indiai kozmológia a kozmoszt mint rendezett univerzumot korong alakúnak képzelte el; mértani középpontjában emelkedik a Meru hegy, mely mintegy a világ tengelyét (axis mundi) képezi. […]  a függőleges dimenziót a nem-anyagi létsíkok ábrázolására tartották fenn.” E világkép leírásait a szent Rigvéda és a Mahábhárata eposzok örökítik meg.
Az univerzum képzete a buddhista kozmológiában némileg átalakul, amelynek legelterjedtebb filozófiai vázát a mahájána buddhizmus kozmológiai felfogásában, az un. „Buddha testekről” szóló tanításban, valamint a tantrákban találjuk.
A kozmosz szinkretista leírása  (az un. Csakravála-világrendszer) szerint a Meru-hegyet hét koncentrikus, egyre alacsonyodó hegylánc (aranyhegylánc) – név szerint  a Járom, az Eke, az Akácos, a Szemnek kedves, a Lófül, a Görbe és az Abroncs – övezte; a központi hegyet és a hegyláncokat a mély Sidantara-óceán választotta el egymástól. A legkülső – nyolcadik – hegylánc, az átrepülhetetlen magasságú  Csakravála-hegylánc („Vas-hegység”) volt, amely a semmiben lebegett. A Vashegy és a Merut körülölelő hét hegylánc között húzódik a hatalmas Sós-óceán, amelyből a négy égtáj felé a négy nagy világsziget, kontinens emelkedik ki: keleten Pubbavideha (Bhadrāshva), északon Uttarakuru, nyugaton Aparagoyana (Ketumāla) és délen Jambu-Földrész vagy Jambudvipa (szanszkritül: जम्बुद्वीप, Dzsambudvípa, thai nyelven, ชมพูทวีป Csomphuthavip) – az emberek földje. A Dzsambu kontinenst a mesés állatoknak otthont adó Himaphan erdő kötötte össze a Meru-heggyel. Minden nagy földrész mellett volt még két-két mellékföldrész; összesen 12. („A tizenkét szirom a mitikus Meru puránikus leírásánál is megjelenik, mint a Meru köré csoportosult teremtett világ darabjai, melyből a hegy, mint tengely magasodik ki”. Jelképe a tizenkét szirmú lótusz.)
„Későbbi tanok szerint - az emberi és állati világ közepén emelkedik a Meru-hegy, amelynek mélyén ül a megvilágosodott Buddha. A hegynek négy szintje van, ahol lelkileg fejlett lények élnek; a hegy tetejétől felfelé emelkedik a tizenhat menny, ahol az istenek, arhatok (önmagukért megvilágosodottak) és bodhiszattvák (másokért megvilágosodottak) helyezkednek el különböző sorrendben.”

## A hegyhez kapcsolódó elméletek
Egy késő 19. századi elképzelés szerint az árják őshazája az Észak-Európában emelkedő Meru-hegy volt. Az iráni árja-elmélet szerint ez a hely a Hara-hegy volt; amelyben Hara, Siva egyik nevére utalt, és a hegyet a Himalájával azonosították.

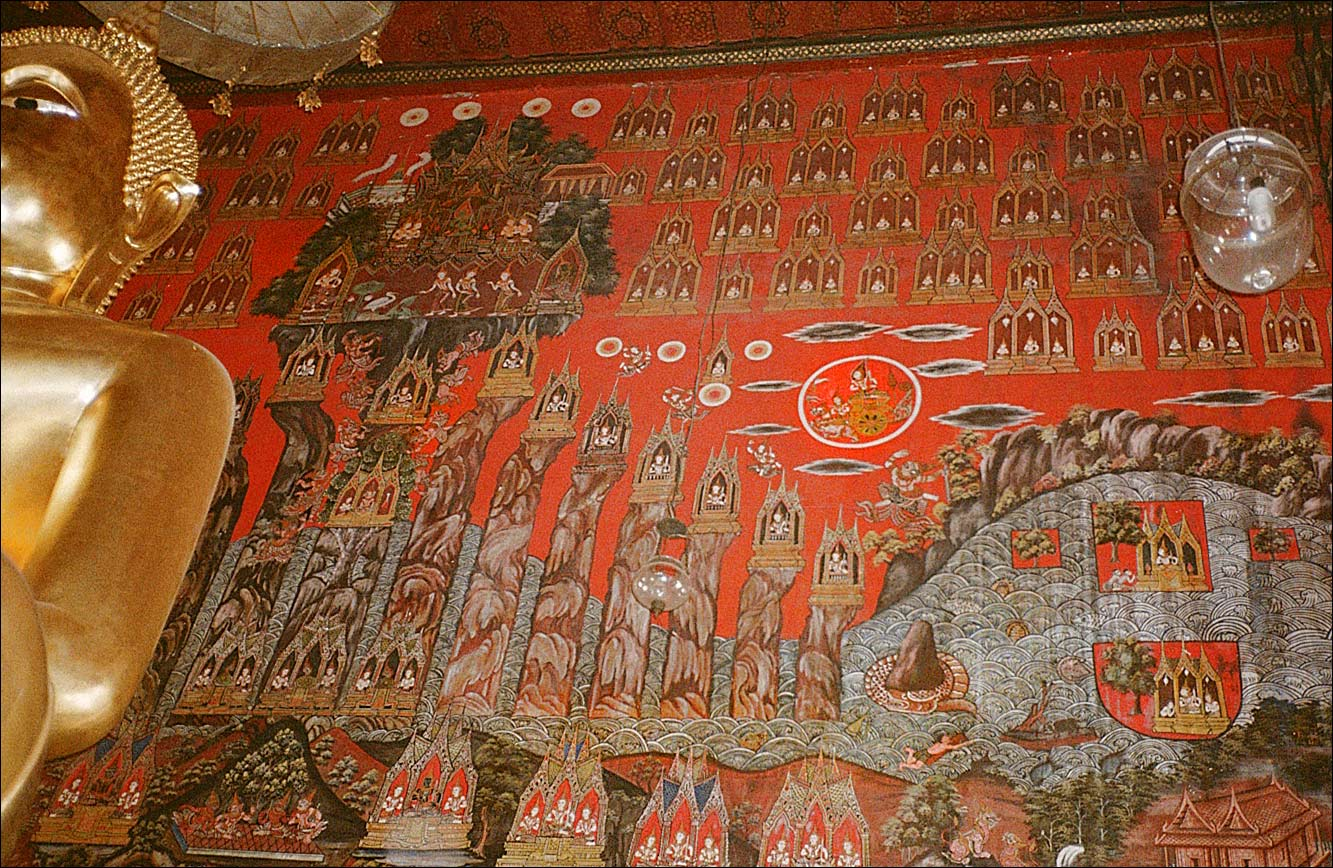
Wat Sakhet festett fala, Bangkok

## A Meru-hegy ábrázolásai (képmagyarázat)
Az itt látható freskó – a buddhista kozmosz képe; a bangkoki Wat Sakhet Bot szentélyben, a központi Buddha-szobor mögötti nyugati fal felét borítja. A kép bal fele a Meru-hegy, amelynek tetején Indra palotája emelkedik. A hét hegylánc, amelyet itt oszlopokként ábrázoltak, koronázza az istenek palotáját. Jobbra lent a hatalmas Sós-óceán és két kontinens látható. Fönt a vörös háttérben a dévák palotái lebegnek; jobbra középen, a fehérrel keretezett mezőben a nap, mint napszekér látható. (Hasonló falfestmény díszíti Bangkokban a  királyi palota szakrális területén álló Smaragd-Buddha szentélyét (Wat Phra Kaeo).

## Külső hivatkozások
- Sulinet, Élet és tudomány – Buddha (magyarul)
- Dr. Pressing Lajos: A buddhista sztúpa– spirituális építészeti elvek (magyarul)
- Takácsy Gábor – Khalisanatha (magyarul)
- Sacred Geography of North Polar Regions (angolul)
- The City on the Edge of Forever (angolul)
- Painting of Mount Meru found in Buddhist cave sanctuary in Chinese Turkestan Archiválva 2006. február 6-i dátummal a Wayback Machine-ben (angolul)
- Description of Mount Meru in Mahabharata 12 (angolul)
- Thangka Paintings of Mount Meru 12 (angolul)
- Mount Meru in Encyclopedia of Buddhist Iconography 12 (angolul)